# Archieparquía de Bosra y Haurán
La archieparquía de Bosra y Haurán o de Bosra y Haurán y del Jebel árabe (en latín: Archieparchia Bostrena et Auranensis y en árabe: بصرى وحوران وجبل العرب‎) es una circunscripción eclesiástica de la Iglesia católica en Siria. Se trata de una archieparquía greco-católica melquita, sede metropolitana de la provincia eclesiástica de Bosra y Haurán. Desde el 22 de diciembre de 2018 su archieparca es Elias El-Debei.

## Territorio y organización

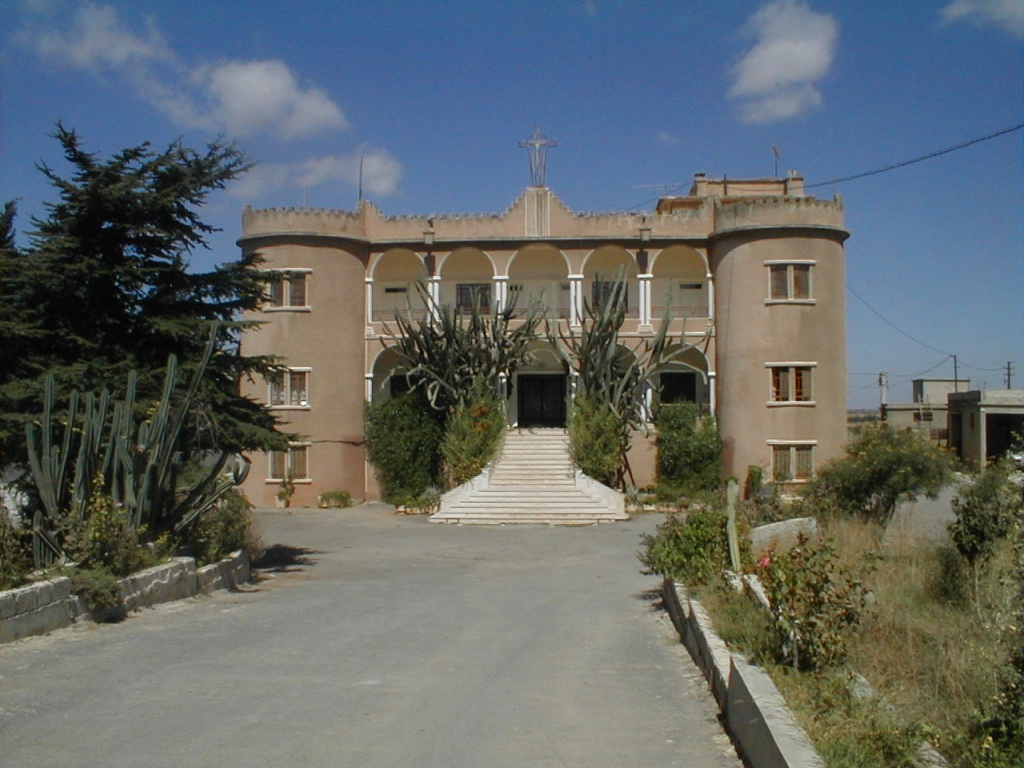
Palacio archieparquial, en Jabab

La archieparquía extiende su jurisdicción sobre los fieles de rito bizantino greco-melquitas residentes en la región geográfica de la meseta del Haurán, compuesta por las gobernaciones de Quneitra (incluso los Altos del Golán, excepto el área del monte Hermón), As-Suwayda y Daraa. La eparquía está dentro del territorio propio del patriarcado de Antioquía de los melquitas.
La sede de la archieparquía se encuentra en la ciudad de Jabab, en donde se halla la Catedral de Nuestra Señora de la Dormición.
La archieparquía no tiene sufragáneas.
En 2020 en la archieparquía existían 29 parroquias.

## Historia

### Sede antigua

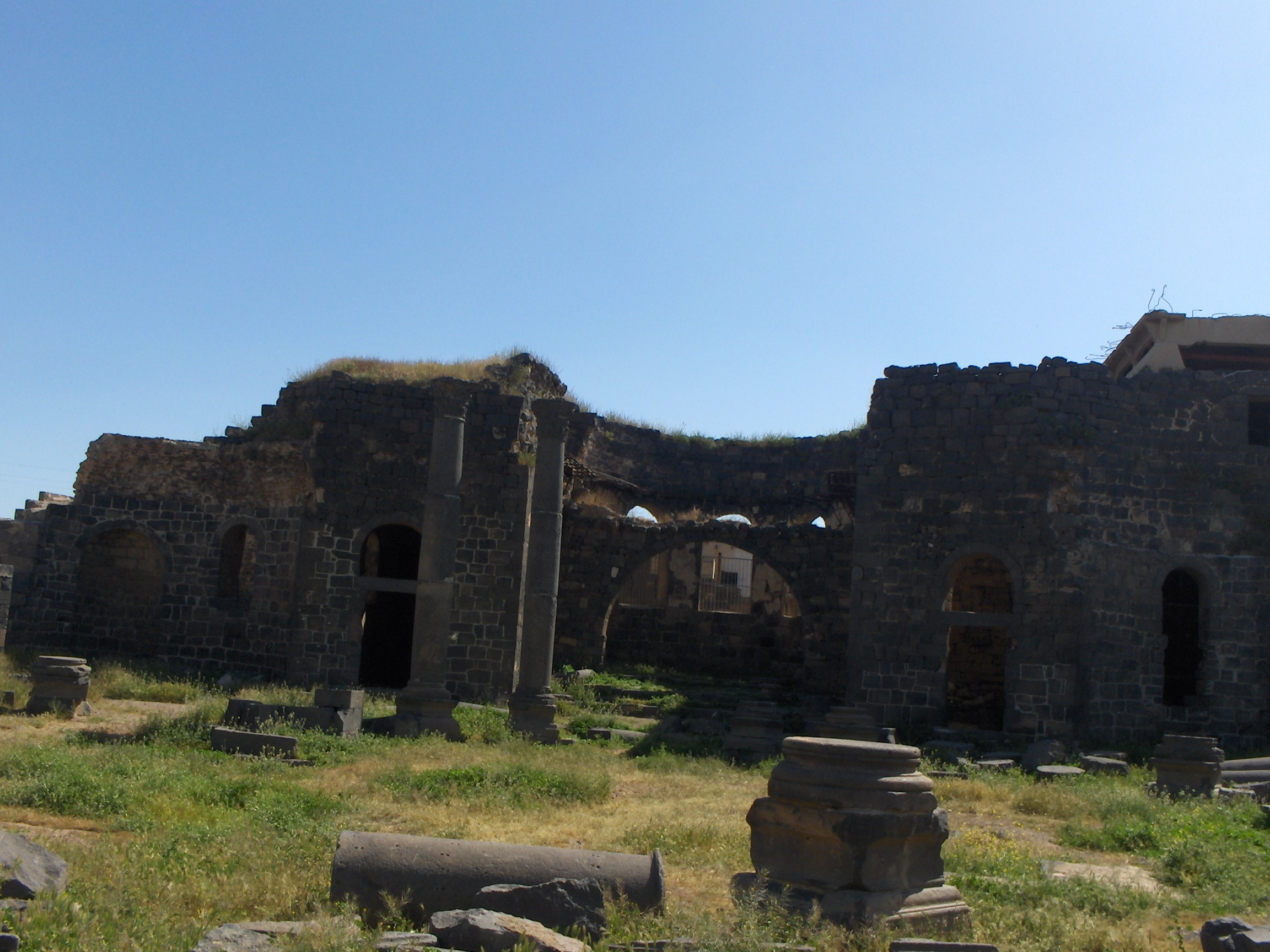
Ruinas de la antigua Catedral de Bosra

La eparquía de Bosra data de tiempos apostólicos y según la tradición san Timón fue su primer obispo, aunque no se sabe exactamente el origen de la comunidad cristiana en esta región. El primer obispo conocido es Berilo, que vivió en la época del emperador Caracalla (segunda década del siglo III), lo que indica una presencia cristiana precoz en la ciudad. Berilo, según lo informado por Eusebio de Cesarea, era un adopcionista y, según el historiador, era obispo de los árabes de los alrededores de Bosra. Esta declaración sugiere que en ese momento el cristianismo estaba extendido no solo entre los griegos de la ciudad, sino también entre las tribus árabes del desierto circundante. Se celebraron dos sínodos en Bosra entre 246 y 247 para condenar a Berilo.
En los tiempos romano y bizantino Bosra (o Bostra) era la sede metropolitana de la provincia romana de Arabia en la diócesis civil del Oriente. Bosra era rica en iglesias y especialmente en monasterios. 
El emperador Justiniano (siglo VI), con el respaldo del papa Vigilio, sustrajo la metrópolis de Bosra y sus sufragáneas del patriarcado de Antioquía y las unió al patriarcado de Jerusalén. El emperador construyó una catedral terminada en 511/512. Sin embargo, la incorporación al patriarcado de Jerusalén no duró mucho y la provincia de Bosra regresó a la Iglesia madre de Antioquía.
Según la única Notitia Episcopatuum del patriarcado de Antioquía que se conoce, la Notitia Antiochena que data de la segunda mitad del siglo VI y fue elaborada por el patriarca Anastasio de Antioquía (quien gobernó el patriarcado dos veces entre 559 y 570 y entre 593 y 598), Bostra tenía veinte diócesis sufragáneas: Gerasa, Filadelfia (hoy Amán), Adraa (hoy Daraa), Madaba, Esbo (hoy Hisban), Damunda (desconocida), Parembole (parece ser un error de interpolación, porque una sede con este nombre no pertenecía a la provincia de Arabia, sino a las de Fenicia y Palestina), Dionisiada (hoy As-Suwayda), Canata (hoy Qanawat), Maximianópolis (hoy Al-Shaykh Maskin), Filipópolis de Arabia (hoy Shahba), Crisópolis (localización incierta), Neila (hoy ruinas de Khirbat en Nila), Dorea o Lorea (desconocida), Zorava (hoy Izra), Erra (localización incierta), Neve (hoy Nawa), Eutime (localización incierta), Constanza (hoy Burraq) y Minicheththálon (Μινιχεθθάλων, es un nombre no descifrado y no atribuible a un sitio arqueológico). Muchos nombres aparecen corruptos, lo que indica que la revisión de la Notitia es el resultado de la redacción de un copista siríaco o árabe que distorsionó los nombres griegos.
La Notitiae Episcopatuum también parece estar incompleta. De hecho, las actas de los concilios ecuménicos muestran que pertenecían a la provincia de Arabia y, por lo tanto, las sedes de Neápolis y Fena también eran sufragáneas de Bosra. Finalmente, la investigación arqueológica y los descubrimientos epigráficos han sacado a la luz nombres de obispos en lugares desconocidos para Notitia, pero que sin duda pertenecían a la provincia eclesiástica de Bosra: las sedes de Bosana, Bacata y Saccea.
Las fuentes antiguas recuerdan a unos 15 arzobispos conocidos de Bosta. El último fue Esteban, mencionado alrededor de 700. Tras la invasión árabe de la región, la sede desapareció.
Cuando la ciudad cayó en manos de los árabes musulmanes en 634, el cristianismo quizás sobrevivió como una Iglesia monofisita. De hecho, Chabot atribuyó a Bosra la lista de los ocho obispos monofisitas (de 783 a 956) mencionados por Miguel el Sirio como obispos de Arabia.

### Sede moderna
El Anuario Pontificio indicó hasta 2007 que en 1687 se había restablecido la sede de Bosra o Bostra, sin embargo, en el momento del cisma de la Iglesia ortodoxa griega de Antioquía, que dio origen a la Iglesia católica greco-melquita (en 1724), no parece que Bosra tuviera un obispo. Recién en 1763, el antipatriarca católico Michel Jawhar ordenó al archimandrita salvatoriano Francis Siage, que tomó el nombre de Cirilo, para la sede de Bosra. Probablemente solo era un obispo titular. De hecho, cuando Siage fue elegido patriarca en 1796 no se preocupó y tal vez no tuvo tiempo de nombrar un sucesor en la sede que había dejado vacante. 
En 1798 el nuevo patriarca Agapios III Matar, deseando elevar a su hermano Atanasio al episcopado, lo nombró al arzobispado de Bosra. Sin embargo, solo dos años después lo transfirió a la sede episcopal de Sidón.
La sede no tuvo más obispos, ni residenciales ni titulares, hasta 1836. Una de las primeras preocupaciones del patriarca Maximos III Mazloum fue visitar personalmente esta antigua archieparquía abandonada. Habiendo comprobado el progreso del catolicismo entre las filas de los melquitas, decidió restaurar la sede al nombrar al monje Lazare Fasfous, que tomó el nombre de Cirilo. Desde entonces, la sede ha tenido una serie ininterrumpida de obispos.
El Anuario Pontificio 2007 también dice que en 1881 la sede de Haurán fue unida con la de Bosra. Sin embargo, a partir del Anuario Pontificio 2008 se expresa que la sede de Bosra fue restablecida en 1763 y que en 1881 agregó la denominación de Haurán, pasando a denominarse Bosra y Haurán.
Según algunas estadísticas, en 1907 la archieparquia tenía 9000 fieles, 9 iglesias y 18 sacerdotes. En 1909 la sede ortodoxa de Bosra también fue restaurada. Las estadísticas publicadas por la Congregación para las Iglesias Orientales en 1932 indican la presencia de 5700 fieles, 10 iglesias y 9 sacerdotes.
En 1932 cedió una parte de su territorio para la erección de la archieparquía de Transjordania (hoy archieparquía de Petra y Filadelfia) mediante la bula Apostolica Sedes del papa Pío XI. La bula determinó los límites entre las dos archieparquías, que coinciden con los límites políticos entre Siria y Jordania.
Debido a la inestabilidad de la región, los archieparcas a menudo han residido en Damasco. Nicolas Naaman fue el primero en residir permanentemente en la archieparquía.

## Estadísticas
Según el Anuario Pontificio 2021 la archieparquía tenía a fines de 2020 un total de 19 125 fieles bautizados.
| Año                                                                             | Población            | Población | Población      | Sacerdotes | Sacerdotes    | Sacerdotes    | Bautizados por sacerdote | Diáconos permanentes | Religiosos | Religiosos | Parroquias |
| Año                                                                             | Bautizados católicos | Total     | % de católicos | Total      | Clero secular | Clero regular | Bautizados por sacerdote | Diáconos permanentes | Varones    | Mujeres    | Parroquias |
| ------------------------------------------------------------------------------- | -------------------- | --------- | -------------- | ---------- | ------------- | ------------- | ------------------------ | -------------------- | ---------- | ---------- | ---------- |
| 1950                                                                            | 8830                 | 220 000   | 4.0            | 15         | 15            |               | 588                      |                      |            | 2          | 23         |
| 1959                                                                            | 10 800               | 260 000   | 4.2            | 15         | 15            |               | 720                      |                      | 3          | 14         | 25         |
| 1970                                                                            | 16 000               | 250 000   | 6.4            | 1          |               | 1             | 16 000                   |                      | 1          | 7          | 39         |
| 1980                                                                            | 18 000               | ?         | ?              | 17         | 14            | 3             | 1058                     |                      | 4          | 6          | 42         |
| 1990                                                                            | 27 000               | ?         | ?              | 20         | 16            | 4             | 1350                     |                      | 6          | 9          | 42         |
| 1999                                                                            | 27 000               | ?         | ?              | 21         | 19            | 2             | 1285                     |                      | 4          | 6          | 42         |
| 2000                                                                            | 27 000               | ?         | ?              | 20         | 19            | 1             | 1350                     |                      | 1          | 6          | 42         |
| 2001                                                                            | 27 000               | ?         | ?              | 20         | 19            | 1             | 1350                     |                      | 1          | 9          | 42         |
| 2002                                                                            | 27 000               | ?         | ?              | 20         | 19            | 1             | 1350                     |                      | 2          | 8          | 42         |
| 2003                                                                            | 27 000               | ?         | ?              | 18         | 18            |               | 1500                     |                      | 1          | 8          | 42         |
| 2004                                                                            | 27 000               | ?         | ?              | 18         | 18            |               | 1500                     |                      | 1          | 8          | 42         |
| 2006                                                                            | 27 000               | ?         | ?              | 19         | 18            | 1             | 1421                     |                      | 1          | 8          | 42         |
| 2009                                                                            | 27 000               | ?         | ?              | 21         | 20            | 1             | 1285                     |                      | 2          | 6          | 44         |
| 2012                                                                            | 27 000               | ?         | ?              | 22         | 21            | 1             | 1227                     |                      | 2          | 8          | 31         |
| 2015                                                                            | 15 000               | ?         | ?              | 22         | 20            | 2             | 681                      |                      | 2          | 4          | 31         |
| 2018                                                                            | 10 000               |           |                | 15         | 14            | 1             | 666                      |                      | 1          | 4          | 29         |
| 2020                                                                            | 19 125               | ?         | ?              | 16         | 15            | 1             | 1195                     | 1                    | 1          | 4          | 29         |
| Fuente: Catholic-Hierarchy, que a su vez toma los datos del Anuario Pontificio. |                      |           |                |            |               |               |                          |                      |            |            |            |

## Episcopologio

### Obispos de la sede antigua
- Berilo † (circa 222-circa 235)
- Máximo † (antes de 263-después de 268)
- Nicomaco † (antes de 325-después de 341 falleció)
- Antonio † (mencionado en 343/344)
- Tito † (antes de 1 de agosto de 362-a más tardar en 378 falleció)
- Bagadio † (antes de 381-después de 394 depuesto o falleció)
  - Agapio † (mencionado en 381) (obispo electo)
- Antioquio † (mencionado en 431)
- Constantino † (antes de 448-después de 451)
- Antipatro † (antes de 457-después de 458)
- Jacobo † (siglo VI)[6]
- Juliano † (antes de 512/513-después de 518)
- Sergio †[6]
- Jordanes † (mencionado en 527)
- Juan † (antes de 539-después de 553)
- Tomás † (mencionado en 559)[7]
- Simeón † (segunda mitad del siglo VI)
- Poliuto (Polieucto) † (antes de 594-después de 623)[8]
- Dositeo †
- Teodoro † (antes de 634-después de 635/637)[9][6]
  - Juan † (mencionado en 647) (obispo monofisita)[6]
- Jorge † (mencionado en 661)[10]
  - Esteban † (mencionado en 683/684) (obispo monofisita)[6]
- Esteban † (entre los siglos VII y VIII)[6]

### Obispos de la sede actual
- Francis (Cyrille) Siage, B.S. † (diciembre de 1763-27 de junio de 1796 confirmado patriarca de Antioquía)
  - Gérasime † (obispo de Haurán mencionado en 1790)
- Gabriel (Athanase) Matar, B.S. † (1798 consagrado-1800 nombrado eparca de Sidón)
  - Sede vacante (1800-1836)
- Lazare (Cyrille) Fasfous, B.S. † (1/12 de octubre de 1836-1858 falleció)
- Macaire (Ignace) Akkawi † (21 de noviembre de 1859-7 de agosto de 1870 falleció)
- Michel (Basile) Hazzar (Haggiar), B.S. † (14 de octubre de 1871-16 de junio de 1887 nombrado eparca de Sidón)
- Nicolas Qadi † (10 de febrero de 1889-16 de noviembre de 1939 renunció)[nota 1])
  - Sede vacante (1939-1943)
- Pierre Chami, S.M.S.P. † (13 de noviembre de 1943-19 de agosto de 1967 falleció)
- Nicolas Naaman, S.M.S.P. † (23 de agosto de 1967-20 de agosto de 1982 falleció)
- Boulos Nassif Borkhoche, S.M.S.P. (14 de junio de 1983-15 de septiembre de 2011 retirado)
- Nicolas Antipa, B.A. (2 de mayo de 2013[11] -9 de febrero de 2018 nombrado vicario patriarcal de Damasco de los melquitas)
- Elias El-Debei, desde el 22 de diciembre de 2018